# Paradas
Paradas és una localitat de la província de Sevilla, Andalusia, Espanya. L'any 2005 tenia 7.048 habitants. La seva extensió superficial és de 111 km² i té una densitat de 63,5 hab/km². Les seves coordenades geogràfiques són 37° 17′ N, 5° 29′ O. Està situada a una altitud de 124 metres i a 50 kilòmetres de la capital de la província, Sevilla.

## Demografia
| 1970   | 1981  | 1996  | 1998  | 1999  | 2000  | 2001  | 2002  | 2003  | 2004  |
| ------ | ----- | ----- | ----- | ----- | ----- | ----- | ----- | ----- | ----- |
| 10.331 | 7.003 | 7.014 | 6.897 | 6.972 | 7.028 | 7.042 | 7.034 | 7.067 | 7.078 |